# Дом Метенкова
Фотографический музей «Дом Метенко́ва» — музей фотографии, расположенный в Екатеринбурге в доме фотолетописца Вениамина Леонтьевича Метенкова, является памятником истории регионального значения.

## Местонахождение
Дом расположен в Екатеринбурге на перекрёстке улиц Карла Либкнехта и Первомайской (улица Карла Либкнехта, д. 36).

## История дома
В 1825 году на городском плане Екатеринбурга возникает усадьба на территории дома № 36 Вознесенского проспекта.
А к 1856 году, согласно городскому плану, священником Екатерининского собора Николаем Милорадовым был построен деревянный (полукаменный) одноэтажный дом на 7 окон по фасаду на Екатерининский собор, а также двор со службами и сад с газонами и цветником (уже не огород).
В 1870-е годы владельцем дома был красноуфимский купеческий сын Николай Архипович Бархатов, в 1882 году расширивший дом вторым этажом.
В 1895 году дом купца Н. А. Бархатова выкупила Евдокия Васильевна Метенкова (Ожегова), только что вышедшая замуж за известного фотографа Вениамина Леонтьевича Метенкова. Купчая оформлена на неё, а деньги на дом дала старшая сестра, известная в городе акушерка Татьяна Васильевна Ожегова (?—1940). В 1896 году после ремонта на первом этаже был открыт «Склад фотографических принадлежностей Е. В. Метенковой». В. Л. Метенкову нужен был дом с окнами на север (на улицу Клубную), поэтому он и остановил свой выбор именно на этом угловом доме.
С разрешения Городской управы от 27 июня 1898 года за подписью городского архитектора А. Чиркова к дому была пристроена фотографическая мастерская с каменными брандмауэром, с каменными стенами первого этажа и деревянных служб на месте, а также в здание с литером «в» была пристроена вторая лестница. А сам пристрой по улице Клубная, дом 20 с застеклённым павильоном стал называться уже «Фотография В. Л. Метенкова» только с 1898 года, а с 1901 года и сам магазин стал именоваться «Склад фотографических принадлежностей В. Л. Метенкова». С 1901 года же появилась на доме и общая вывеска «Метенков и К».

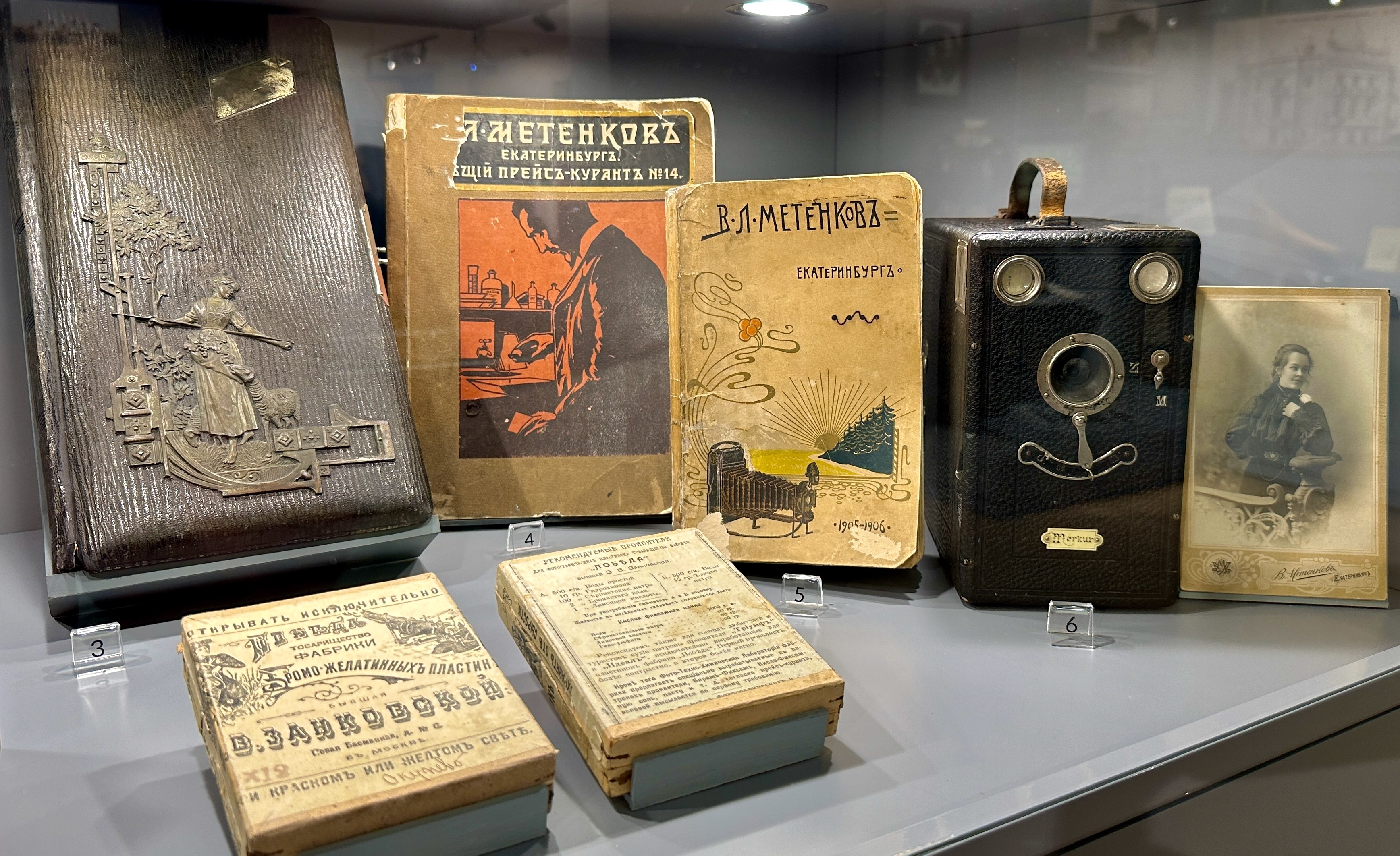
4, 5 — иллюстрированные прейскуранты магазина Метенкова; 6 — фотокамера Hüttig Merkur с шильдиком фотомагазина Метенкова (МИЕ)

В 1900-х годах в доме на первом этаже располагался магазин, склад, ход на лестницу в фотопавильон, на втором этаже была жилая часть: гостиная с выходом на балкон, спальня детская, ванна, туалет. Сам дом общей площадью 133 квадратных саженей отапливался печью «Унтермак» в железном кожухе, русской печью, облицованной изразцами, прямыми и угловыми голландками. Одна из угловых печей была в изразцах со скульптурной группой женщины в ниспадающей одежде, фигуры с лирой и с книгой. Терраса с лестницей шла во двор из вымощенного бутового камня площадью 83 квадратных саженей, тротуар был из лещадных плит, и сад площадью в 60 квадратных саженей.
Архитектурные элементы
В 1898 году был сооружён фотографический деревянный павильон в торце здания с витражным окном, обращённым к современной улице Первомайской. Оба уличных фасада первого каменного этажа имели идентичную отделку. Парадный вход в здание защищал кованый козырёк (восстановлен). Во двор вели деревянные ворота, за которым располагался небольшой сад с беседкой и ледником. От соседнего участка по современной улице Карла Либнехта усадьба отгорожена брандмауэром (его остатки сохранились).
В 1912 году фотосалон переписывается на Р. Зейферта. А в 1916 году, когда торговля фототоварами стала приносить больше прибыли, чем фотографии, павильон разобрали и на его месте соорудили дополнительные жилые комнаты и просмотровый зал. Окна первого этажа растесали, превратив в витрины, устроили металлические жалюзи (сохранились) над ними, из-за чего переделали весь штукатурный декор главного фасада, уничтожив руст и козырёк. Сооружены были и новые кованные ворота в модном тогда стиле модерн с каменными устоями и коваными створками с вензелем «Ф.М.» (Фотограф Метенков) (восстановлены).
При Метенкове дом был оборудован наисовременнейшими на то время удобствами: на втором этаже в угловом пристрое существовал тёплый ватерклозет и ванная комната, оборудованная баком для горячей воды.
После революции, в 1919 году Дом Метенкова был изъят под нужды военкомата РККА 137 Головного Эвакуационного пункта. 14 мая 1920 года уже официально Постановлением Екатеринбургского уездно-городского исполкома был конфискован как дом стоимостью более 10 000 рублей и передан в собственность Горкомхоза. Здесь поселился агитационно-плакатный отдел и фотолаборатория Уральского отделения российского телеграфного агентства (Урал РосТА). После перевода Урал РосТА в Пермь в 1922 году, 6 марта 1923 года Постановлением Окрисполкома в доме был размещён 1-й Показательный туберкулёзный диспансер, здесь в 1923—1924 годах квартировался главврач профессор Карнаухов и ведущие специалисты с семьями. Затем они были расселены, а на их места въехала медицинская амбулатория, большой виварий с подопытными мышами, морскими свинками, кроликами, собаками. Во дворе была конюшня с одной лошадью. Здесь синтезировали лечебные препараты против туберкулёза под руководством профессора И. Я. Постовского.
В 1929 году на первом этаже была даже музейная комната с заспиртованными в банках поражёнными болезнями человеческими органами. На втором этаже располагался местком артистов театра Музкомедии. В 1930-е годы во дворе над ледниковой ямой была построена беседка с шатровой крышей для обеденного перерыва. Затем летняя терраса переделывается в коридор и комнаты. В 1982 году тубдиспансер переехал, и сюда въехало строительное управление издательства «Уральский рабочий». При стройке издательства восточная часть усадьбы была снесена. С 1989 года здесь располагалась академическая служба материально-технического снабжения.
Решением Свердловского облисполкома № 75 18 февраля 1991 года дом № 36 по улице Карла Либкнехта был взят под охрану государства как памятник истории. В 1996 году в здании начал работать «Фотографический магазин Метенкова», но уже с новыми владельцами.

## Архитектура
Двухэтажный, Г-образным в плане, дом с главным западным фасадом с нечётным числом окон и с центральным балконом второго этажа с ажурной металлической оградой. Дом с нарушенной симметрией фасада за счёт смещения главного входа в право, центральный вход выполнен в форме портала с массивными пилястрами дверью. Каменные стены и углы первого этажа дома рустованы лопатками, а деревянные стены второго этажа дома обшиты тёсом, поверх которого пропущен пояс меандра. Окна первого этажа декорированы штукатурными наличниками, а второго — деревянными наличниками с сандриками. Северный фасад выполнен аналогично. Внутри дома имеется деревянная лестница, расположенная в южной части.

Экстертьер и интерьеры здания в конце XIX – начале XX века
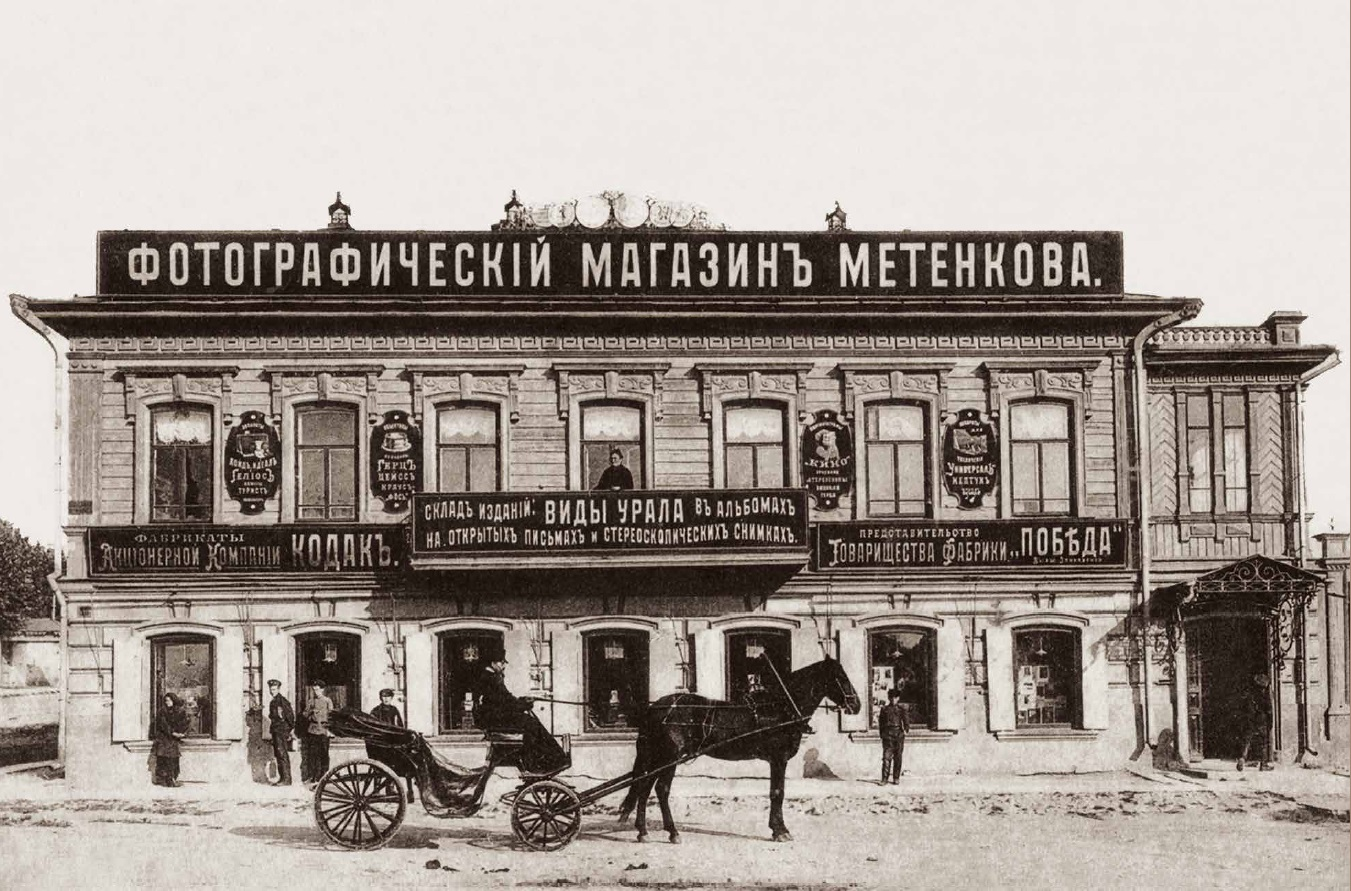
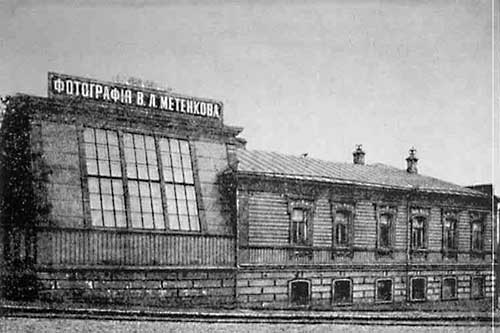
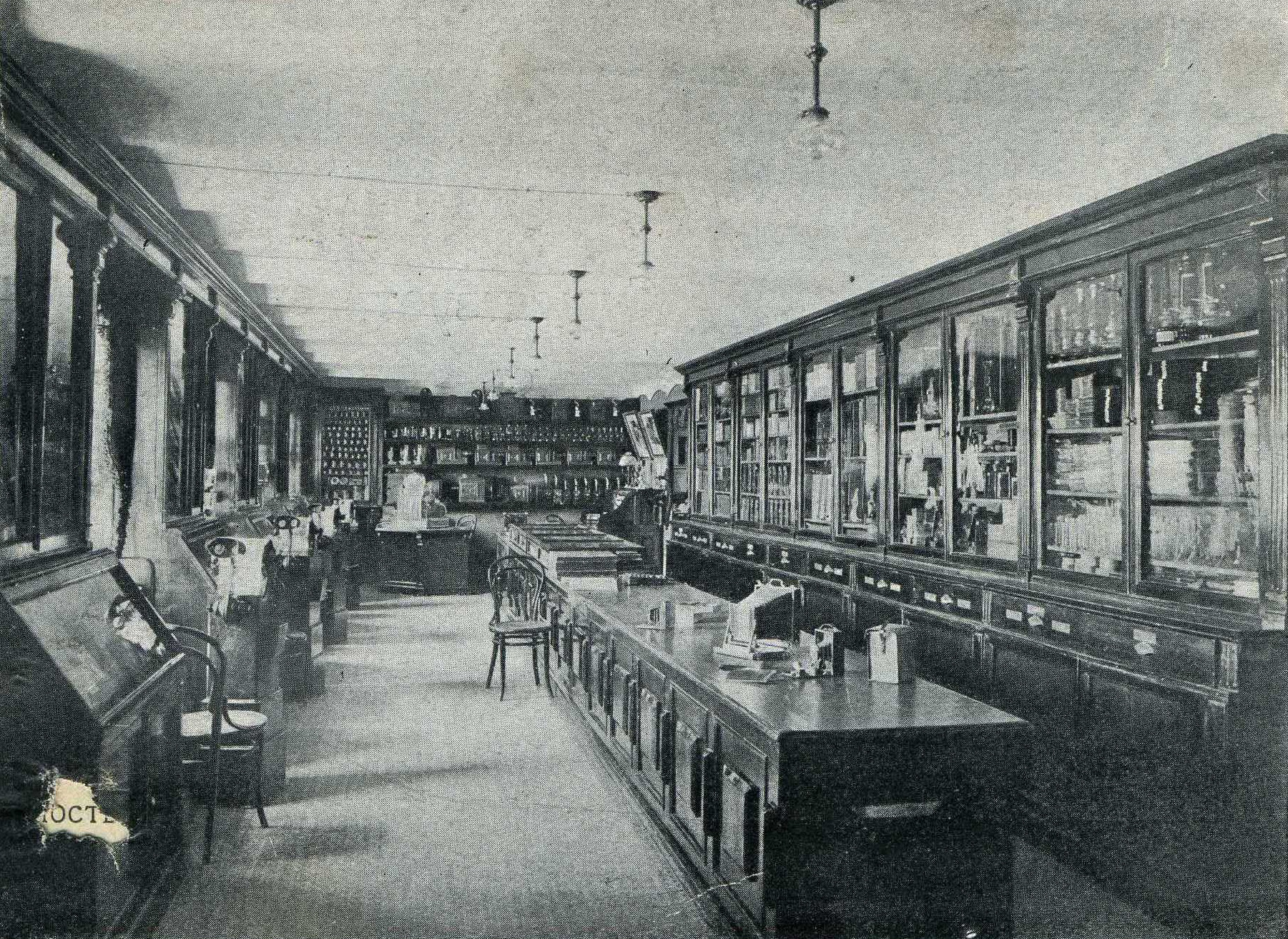
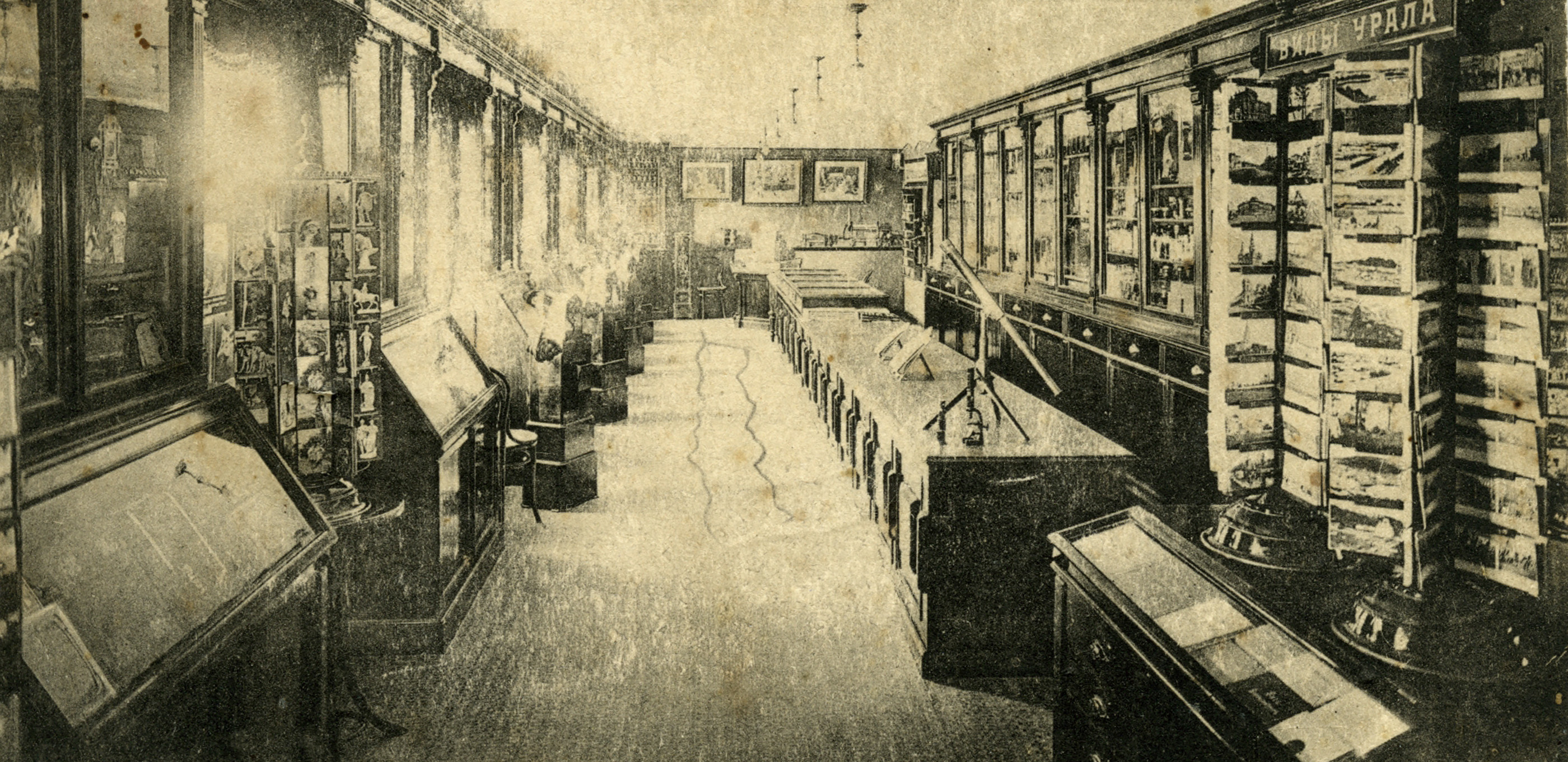
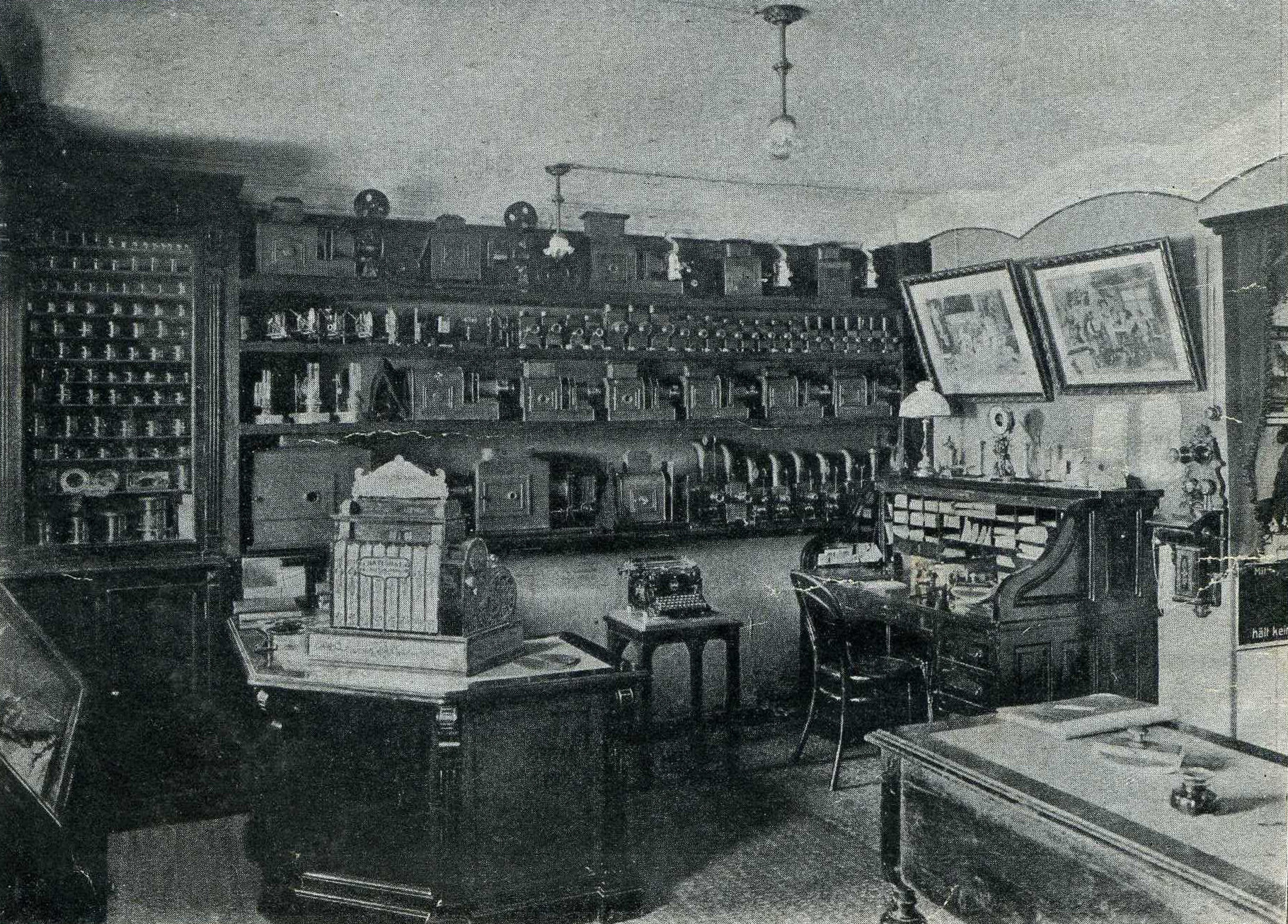
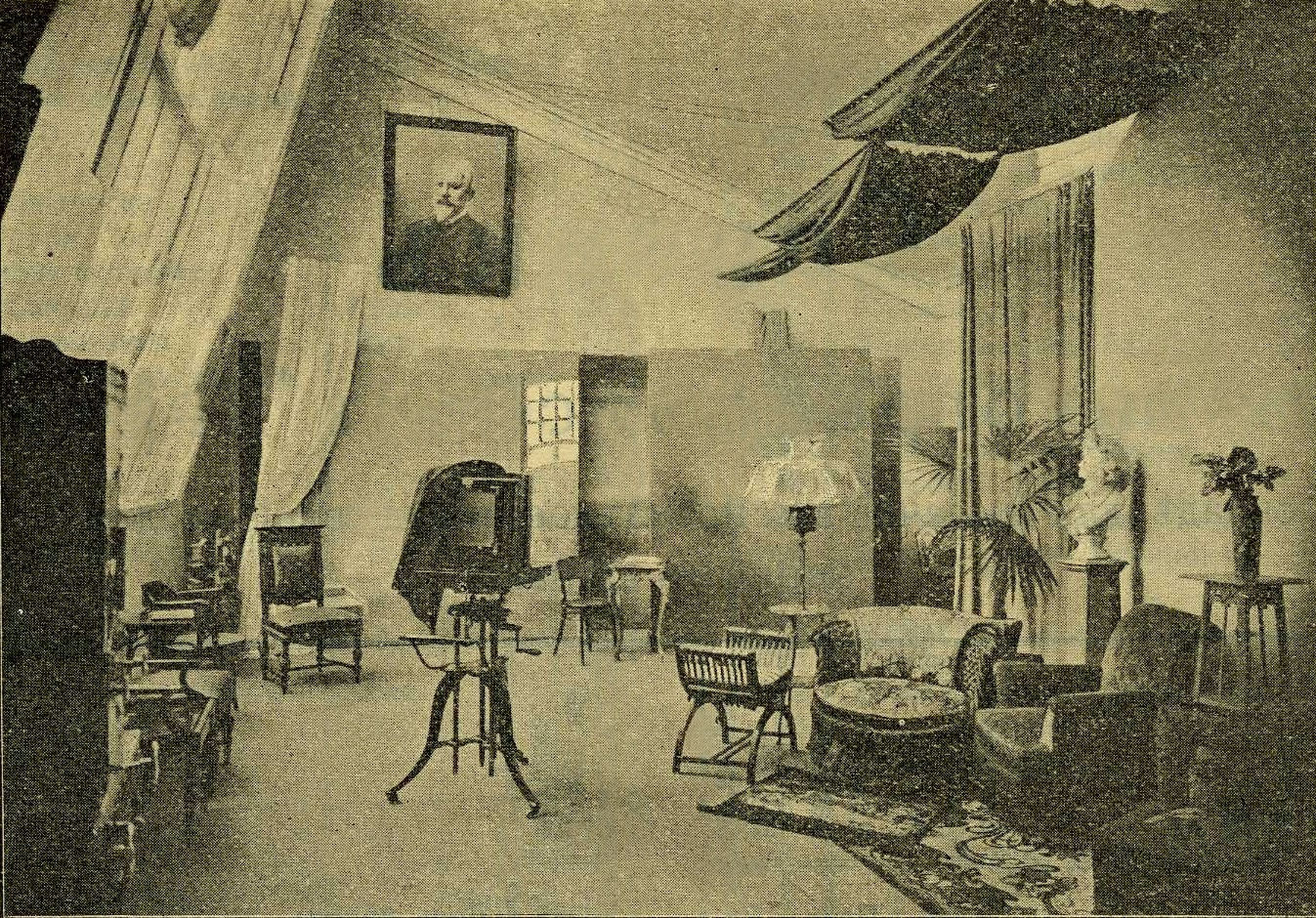

## Появление музея
Начало единственному на Урале фотографическому музею было положено в 1993 году, когда администрация города, прислушавшись к мнению краеведов и историков, отказалась от намерений снести старинный деревянный особняк. Решение о музее было принято 22 ноября 1993 года. 11 декабря 1993 года состоялось открытие первой фотоэкспозиции «Приёмная фотоателье». 10 августа 1998 года фотографический музей, являющийся филиалом Музея истории Екатеринбурга, официально открыл двери для посетителей. Основу его фонда в самом начале составила обширная частная коллекция Евгения Михайловича Бирюкова. Уральский краевед и фотограф безвозмездно передал новому музею около 10 000 объектов — технику, снимки, афиши, сувениры, книги, журналы, открытки и многое другое. Собрания «Дома Метенкова» отражают полтора века развития фотоискусства в Екатеринбурге.

## Музей сегодня
Располагаясь в центре города и занимая второй этаж здания, музей за годы своего существования постепенно превратился в многофункциональное арт-пространство, где организуются не только выставки, но и также лекции, мастер-классы, круглые столы, портфолио-ревю, творческие встречи, видеопоказы, концерты, перформансы и другие культурные события. При этом исторические экспозиции в «Доме Метенкова» сочетаются с проектами ныне работающих с фотографией авторов (как российских, так и зарубежных), демонстрирующих современный взгляд на визуальное искусство и поиск новых методов репрезентации изображения. Классические экспозиционные решения соседствуют с мультимедийными экспериментами, дающими представление о стремительно меняющейся современной фотографической среде.
На своей площадке «Дом Метенкова» осуществляет международные проекты в сфере фотографии, сотрудничая с культурными институциями Германии, Польши, Чехии, Франции, Великобритании, Швейцарии и их представительствами в России.
С 2016 года при музее действует арт-резиденция «Новые истории Екатеринбурга» для фотографов и художников, работающих с изображением.

Экспозиция музея
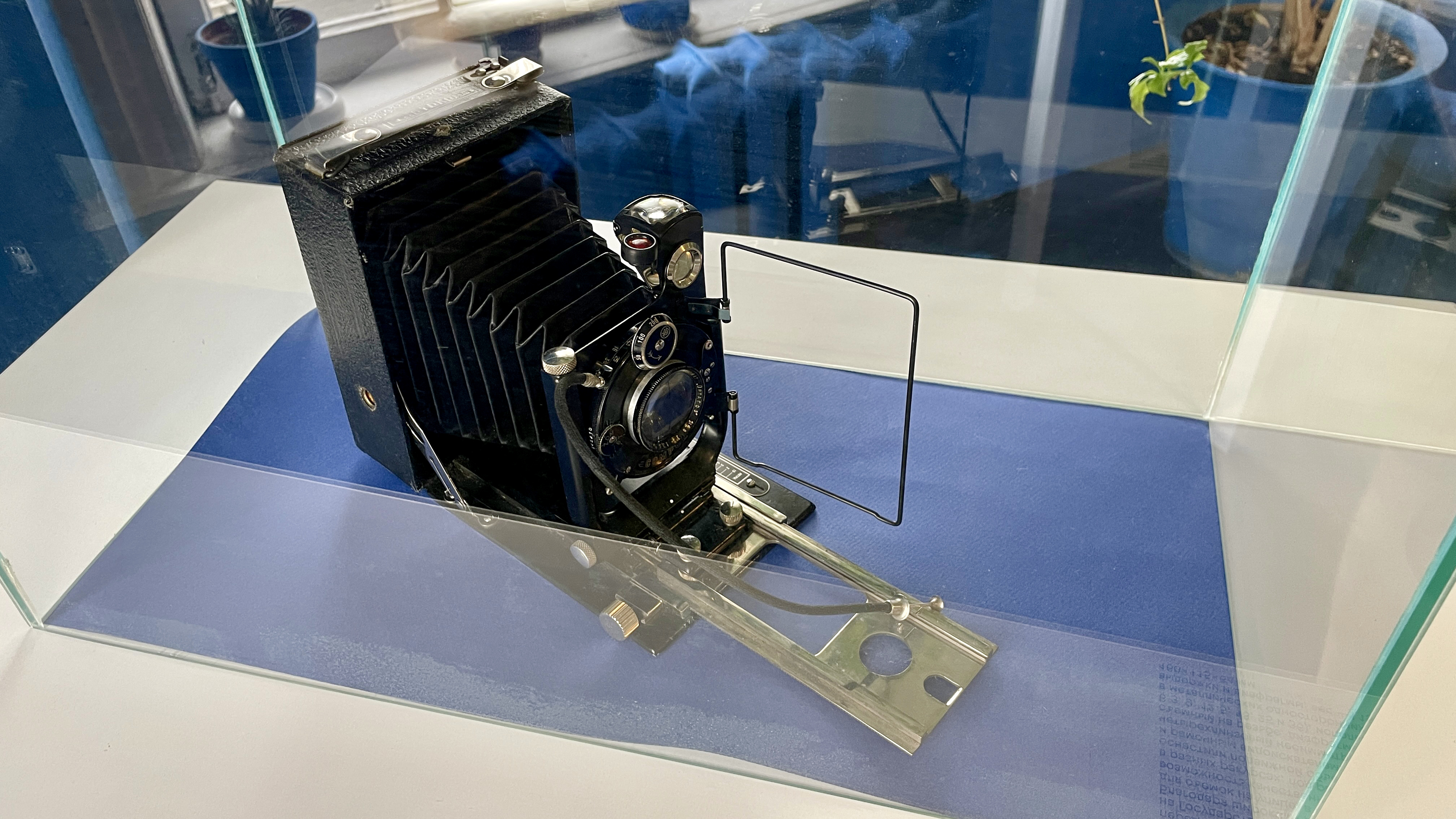
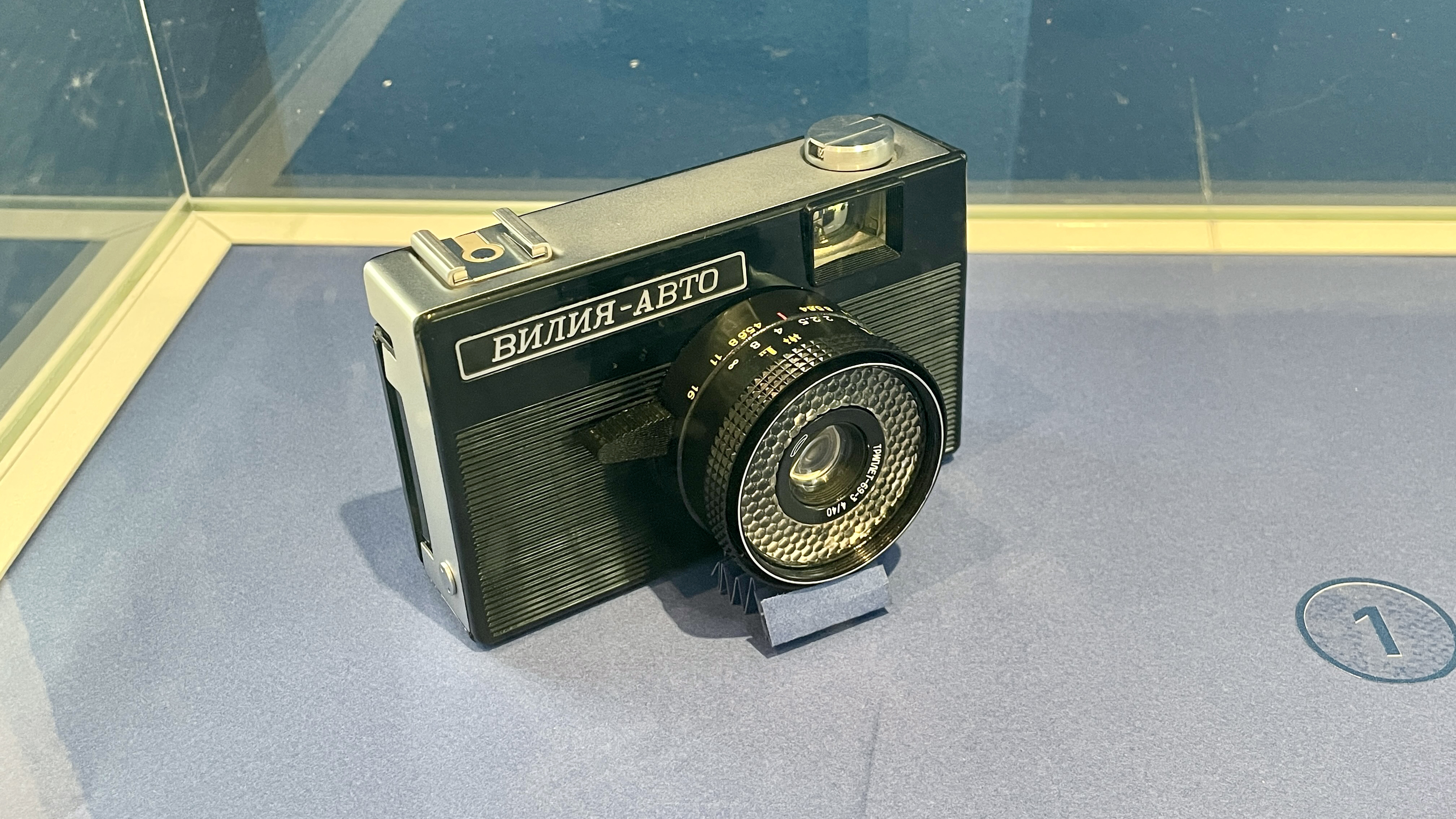
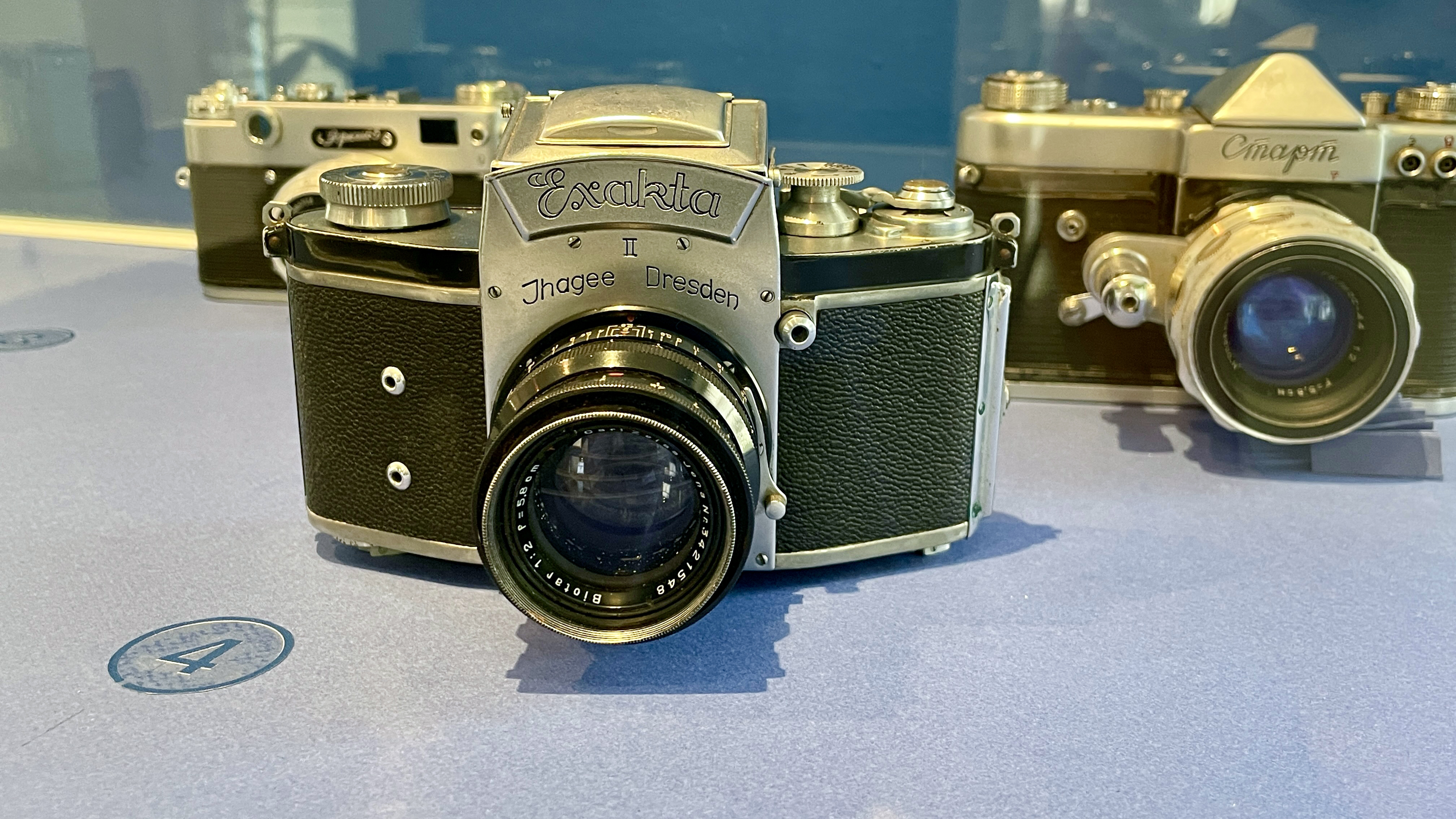
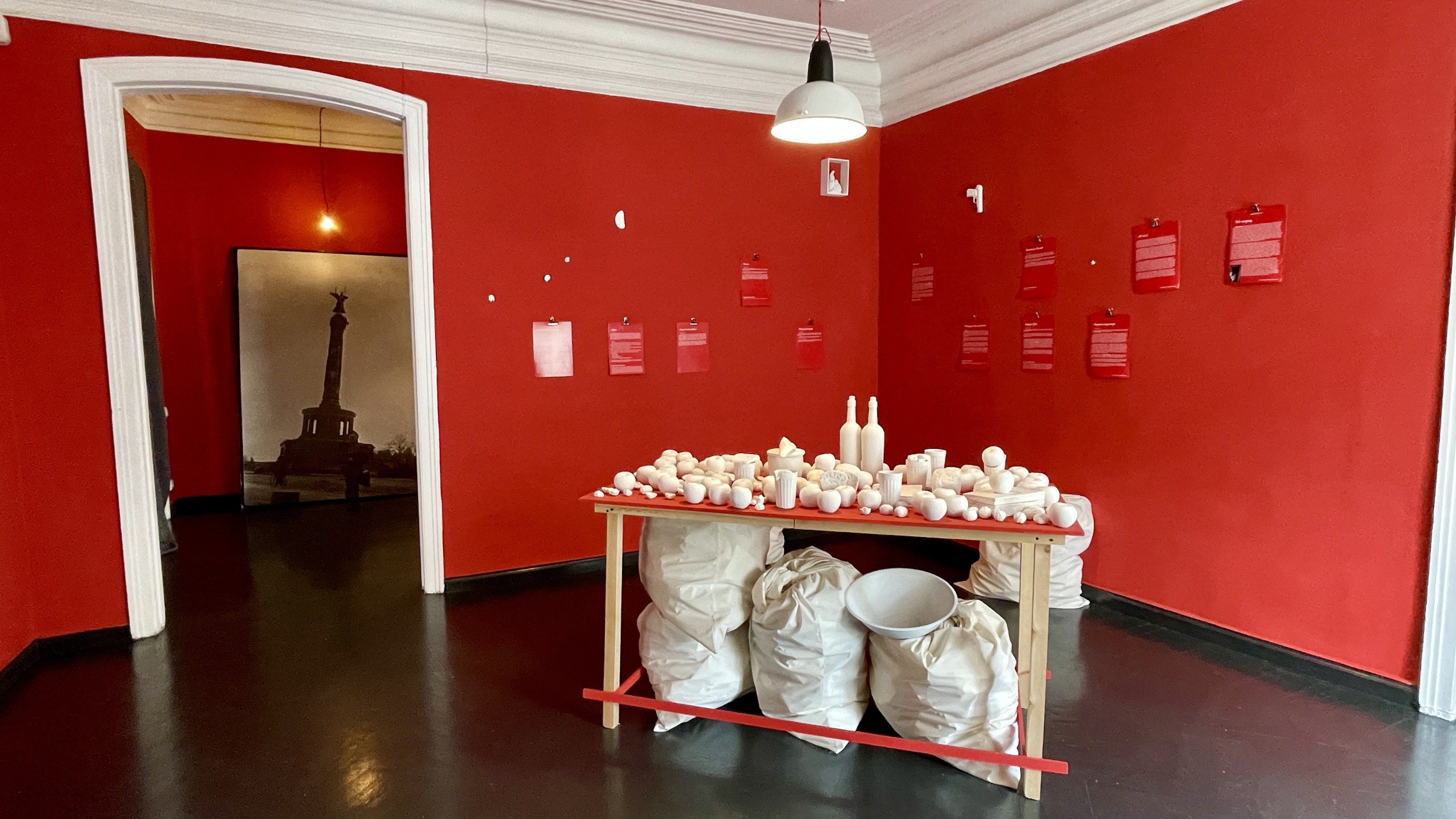
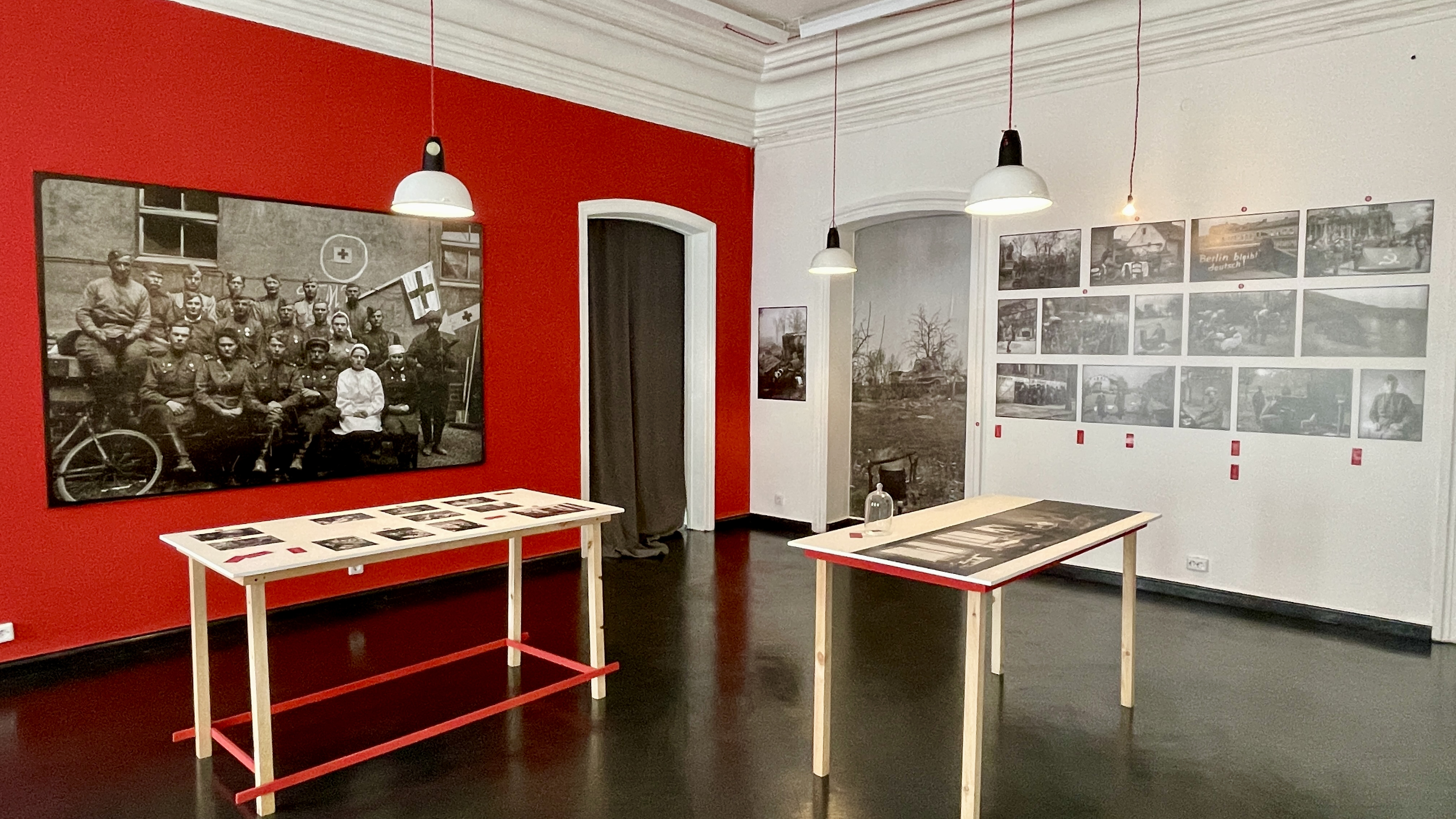